# La siesta (Sorolla)
La siesta es un cuadro del pintor español Joaquín Sorolla, terminado en 1911. Está realizado en óleo sobre lienzo y tiene un tamaño de 200 x 201 cm. Se encuentra en el Museo Sorolla, en Madrid.
El cuadro muestra a cuatro mujeres echadas sobre el césped en distintas posiciones.